# Amphigomphus
Amphigomphus is een geslacht van libellen (Odonata) uit de familie van de rombouten (Gomphidae).

## Soorten
Amphigomphus omvat 3 soorten:
- Amphigomphus hansoni Chao, 1954
- Amphigomphus nakamurai Karube, 2001
- Amphigomphus somnuki Hämäläinen, 1996